# Giurdignano
Giurdignano ist eine südostitalienische Gemeinde (comune).

## Geografie
Die Gemeinde hat 1953 Einwohner (Stand 31. Dezember 2023). Sie liegt in der Provinz Lecce in Apulien, etwa 34,5 Kilometer südsüdöstlich der Stadt Lecce im Salento. Bis zum Meer, dem Übergang vom Adriatischen Meer ins Ionische Meer bei Otranto, sind es etwa 6,5 Kilometer in östlicher Richtung.
Der Ort liegt im „Giardino megalitico d’Italia“ (Italienischer Megalithgarten), wo sich u. a. die Menhire della Fausa, Madonna di Costantinopoli, San Paolo, San Vicenzo, Vicinanze 1 + 2, Vico Nuovo und der Stabile Dolmen befinden.

## Verkehr
Der Haltepunkt Giurdignano liegt an der Bahnstrecke Maglie–Otranto.

## Persönlichkeiten
- Simona Baldassarre (* 1970), Politikerin